# Totenberg (Bramwald)
Der Totenberg ist mit 408,1 m ü. NHN der höchste Berg des zum Weserbergland gehörenden Bramwaldes. Er liegt bei Bursfelde im niedersächsischen Landkreis Göttingen.
Auf dem Berg liegt das 437 ha große Naturschutzgebiet Totenberg, wovon 342 ha als Naturnaher Wald unter Auflagen bewirtschaftet wird. Der restliche Teil wurde zum Naturwald Totenberg (95 ha) erklärt. Dort weisen Schilder auf das Betretungsverbot hin. Hier gilt auch das generelle Nutzungsverbot, denn dieser Teil des Hochwaldes wird vollkommen sich selbst überlassen.

## Namensursprung
Forstorte mit dem Namen Totenberg gibt es häufiger. Es liegen dort aber keine Friedhöfe, vielmehr handelt es sich meist um siedlungsferne Gebiete, deren Nutzung einer überregionalen Gemeinschaft, zum Beispiel dem Gau, zustand. Darin steckt ein indogermanischer Wortstamm, der unter anderem in der lateinischen Vokabel totus = alle enthalten ist.

## Geographie

### Lage
Der Totenberg erhebt sich im Westen des Landkreises Göttingen sowie jeweils im Nordteil des Bramwaldes und Naturparks Münden. Sein Gipfel liegt 2,1 km ostnordöstlich von Glashütte und 2,2 km südöstlich von Bursfelde (Ortsteile von Hemeln) sowie 4,1 km westnordwestlich von Löwenhagen und 3,1 km (jeweils Luftlinie) nordwestlich von Ellershausen (Gemeindeteile von Niemetal). Südöstlich bis östlich des Berges fließt die kleine Steimke, die dort die Nieme speist; Letztere passiert den Berg im Norden und mündet bei Bursfelde in die westlich des Berges verlaufende Oberweser.

### Naturräumliche Zuordnung
Der Totenberg gehört im Weserbergland in der naturräumlichen Haupteinheitengruppe Weser-Leine-Bergland (Nr. 37), in der Haupteinheit Solling, Bramwald und Reinhardswald (370) und in der Untereinheit Bramwald (370.5) zum Naturraum Hemelner Bramwald (370.50). Nach Norden leitet die Landschaft durch das Tal der Nieme zum Kuppigen Solling (370.1) über, nach Osten fällt sie in die Schedener Rötsenke (371.11) ab, nach Süden leitet sie in den eigentlichen Hemelner Bramwald über, und nach Westen fällt sie in das Weserdurchbruchstal (370.3) ab.

### Topographie und Geologie

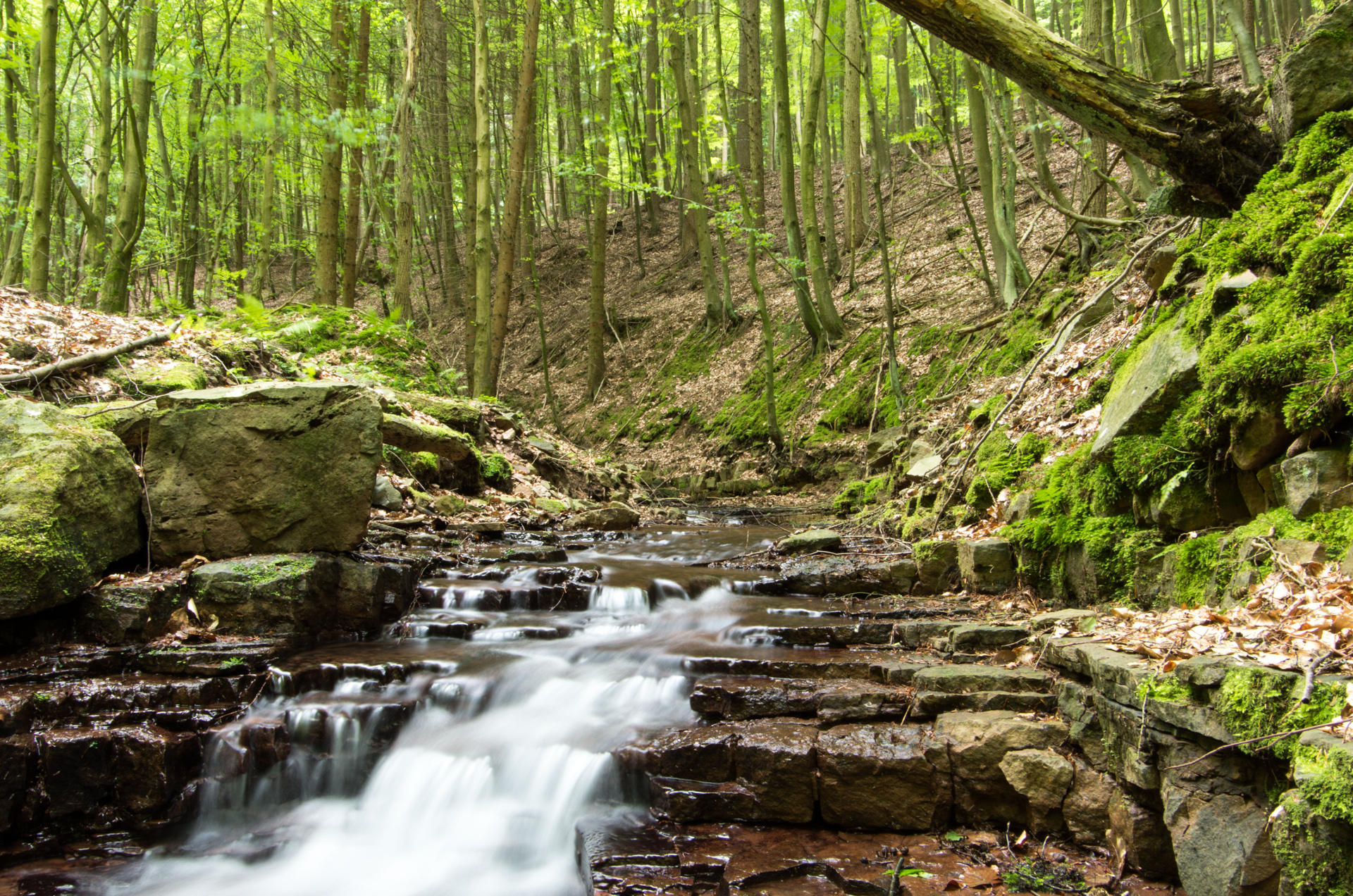
Sandsteinstufen des Baches Steimke an der Grenze zum NSG Totenberg

Der Totenberg steigt aus dem Wesertal von etwa 110 m (bei Bursfelde) bis 408,1 m (Gipfellage) Höhe an. Er weist typische Buntsandstein-Schichtung mit Löß-Beimischungen auf.

## Geschichtliches
Nach der örtlichen forstlichen Überlieferung hatten die Bewohner der am Bramwald gelegenen Dörfer keinerlei Nutzungsrechte am Gebiet des Totenbergs. Das wurde gewissermaßen zementiert durch Karl den Großen mit seiner Erklärung zum Bannforst. Deshalb gab es am bzw. auf dem Totenberg auch nicht, wie in anderen Teilen des Bramwaldes, eine Entwicklung zum Eichenwald. 1989 wurde der Naturwald Totenberg (s. u.) eingerichtet. Ohne gravierende Veränderungen hatte hiesig immer Buchenwald als natürliche Waldform vorgeherrscht.

## Schutzgebiete, Fauna und Flora

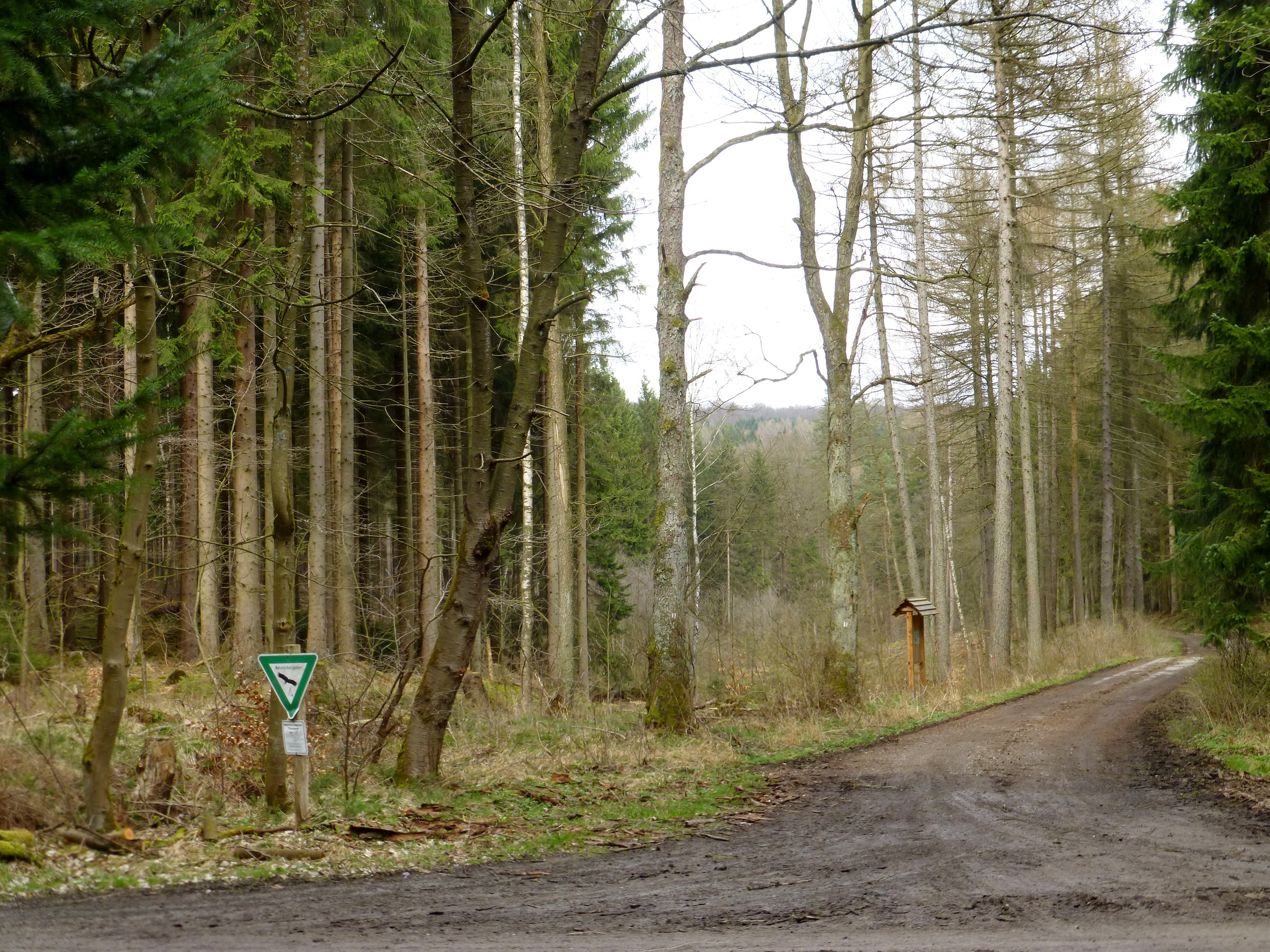
Das Steimketal bildet die Südostgrenze des Naturschutzgebiets Totenberg

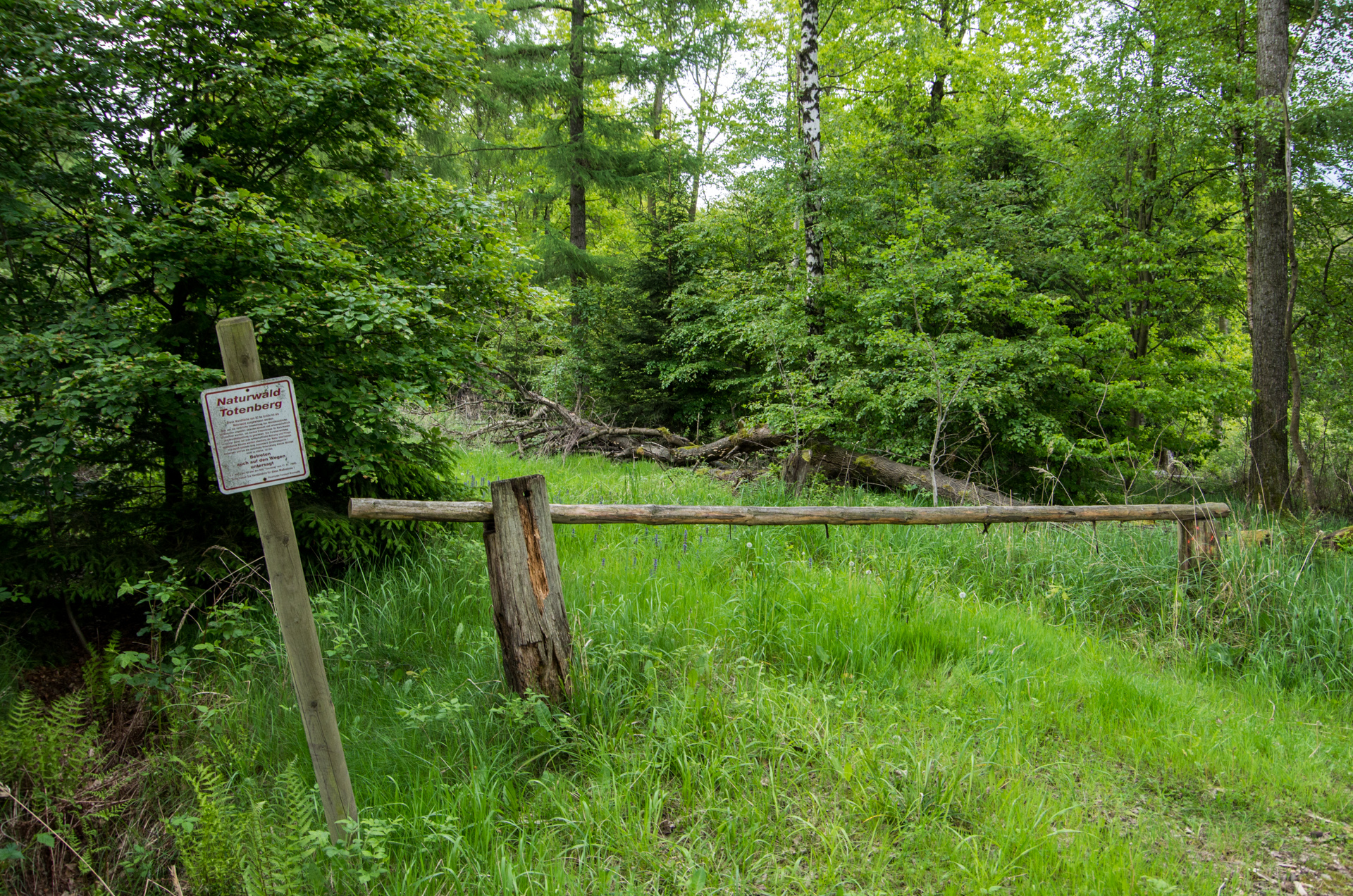
Schild und Schranke am Naturwald Totenberg (NSG-Kernzone)

Auf dem Totenberg liegt das Naturschutzgebiet Totenberg (CDDA-Nr. 165935; 1989 ausgewiesen; 4,37 km² groß) und, fast flächengleich, das Fauna-Flora-Habitat-Gebiet Totenberg (FFH-Nr. 4423-305; 4,32 km²). Beide Schutzgebiete sind vom Landschaftsschutzgebiet Weserbergland-Kaufunger Wald (CDDA-Nr. 325317; 1989; 285,018 km²) umrahmt.
Im Kern des Naturschutzgebiets (Zone I) soll sich auf rund 87 ha Fläche der Wald mit insekten- und vogelreicher Tierwelt ohne jede forstliche Nutzung in Richtung Naturwald entwickeln; außerhalb der Kernzone (Zone II) wird nach der Verordnung eine besonders naturfreundliche Forstwirtschaft betrieben. Allerdings ist Jagd weiterhin notwendig, weil sonst eine starke Konzentration von Wild eine natürliche Entwicklung erschweren würde. Die Forstliche Versuchsanstalt in Göttingen verfolgt die Veränderungen in diesem Gebiet. Es zeichnet sich ab, dass im Forst nachwachsender Jungwald der Buche alle anderen Mischbaumarten, z. B. Gemeine Fichte, Eiche, Lärche, Ahorn und Esche, verdrängt. Fast ausschließlich handelt es sich heutzutage schon um 140-jährige Buchenbestände mit eingemischten Fichten und Eichen. Für Spaziergänger sind der Naturwald Totenberg und die dorthin führenden Wege ganzjährig gesperrt. Die Ruhe gefällt besonders den scheuen Tierarten wie Wildkatze und Schwarzstorch. In der dortigen Wolfsschlucht hielt sich im Jahr 2003 längere Zeit eine durchwechselnde Wölfin auf, die erhebliche Aufmerksamkeit in der Bevölkerung erregte.

## Totenberghäuschen

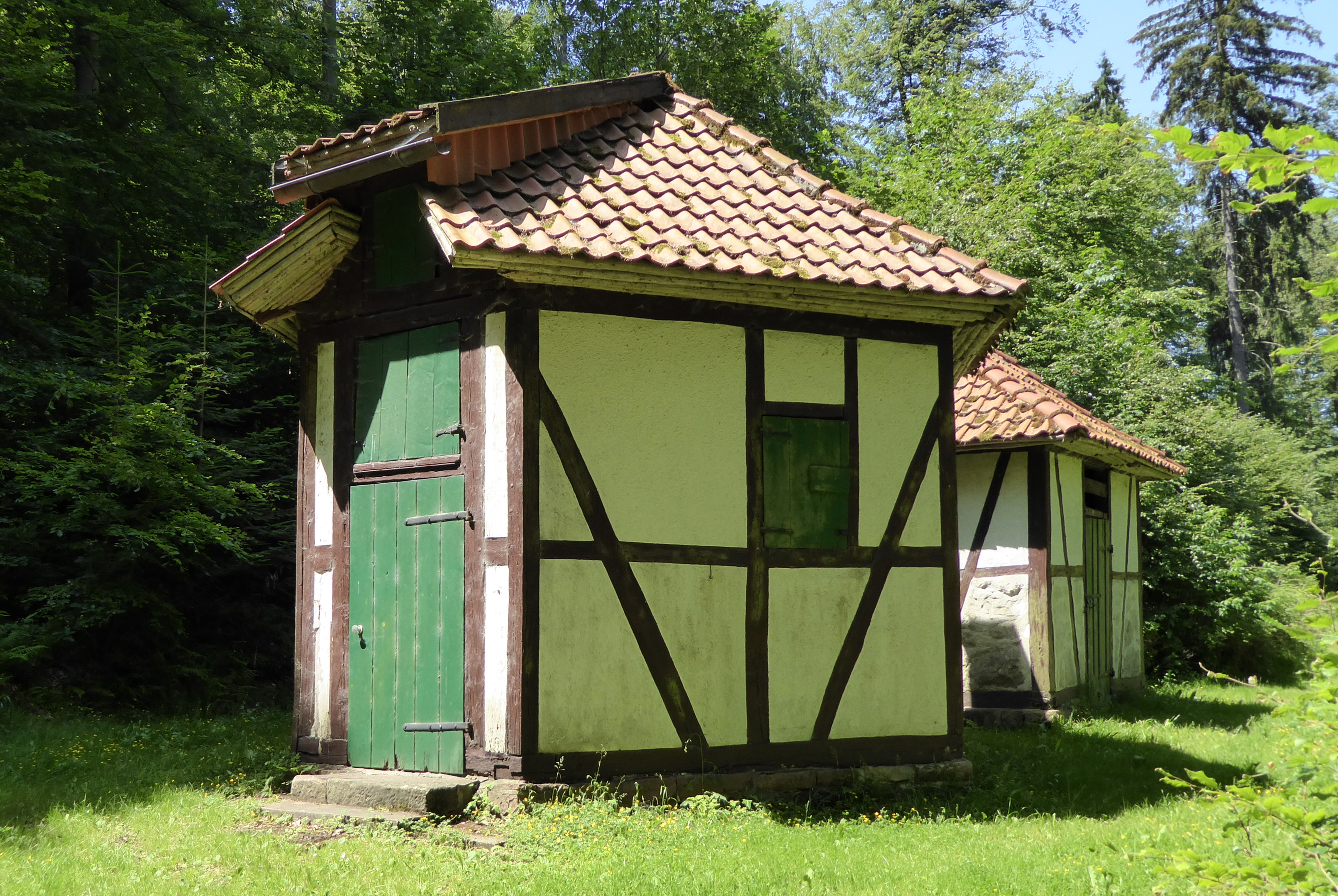
Totenberghäuschen

Auf dem Nordhang des Totenbergs stehen die beiden Totenberghäuschen, die nach dem Berg benannt wurden. Die unmittelbar nebeneinander errichteten Fachwerkhäuschen sind nahezu zweihundert Jahre alt und dienten Forstleuten der Regierungsebene bei Ortsinspektionen mit Pferd zur Unterkunft. Das größere Gebäude wird auch heutzutage noch als Forstdienstgebäude genutzt, eine Kuriosität ist sein sechseckiger Grundriss. Die kleine Hütte war ein Pferdestall.